# Pierfranco Vianelli
Pierfranco Vianelli (Provaglio d'Iseo, 20 ottobre 1946) è un ex ciclista su strada italiano.
Professionista dal 1969 al 1973, fu campione olimpico nella prova in linea ai Giochi della XIX Olimpiade.

## Carriera
Vianelli visse i suoi anni agonisticamente più significativi tra i dilettanti. La sua stagione migliore fu quella del 1968, quando si aggiudicò per distacco il titolo di campione olimpico su strada ai Giochi olimpici di Città del Messico, attaccando a circa venti chilometri dall'arrivo e distanziando il secondo, il danese Leif Mortensen, di 1'24". In quegli stessi Giochi vinse anche la medaglia di bronzo della 100 chilometri a squadre insieme a Giovanni Bramucci, Vittorio Marcelli e Mauro Simonetti. Nel 1968 colse poi altri successi di rilievo vincendo anche il Giro della Valle d'Aosta e la Ruota d'Oro, due tra le competizioni più importanti in campo dilettantistico.
Vincente sin dalle categorie minori (fu anche campione italiano allievi nel 1965), non seppe ripetersi tra i professionisti, forse per aver dato troppo tra i dilettanti o per il peso, crescente ed eccessivo per un professionista di rango. Dopo un avvio promettente, con il settimo posto all'esordio al Tour de France 1969 e la conseguente chiamata in azzurro ai mondiali di Zolder, nei quali peraltro si ritirò, riuscì a svettare solo nella tappa più importante del Giro d'Italia 1971, vincendo in solitaria sul Großglockner, Cima Coppi, con un attacco da lontano. In quel Giro finì quinto a 6'41" dal vincitore Gösta Pettersson.
Quel successo, ancorché prestigioso, rimase l'unico nella sua carriera professionistica.

## Palmarès
- 1967 (dilettante)

Gran Premio Ezio Del Rosso
Gran Premio Palio del Recioto
- 1968 (dilettante)

Giochi olimpici, Prova in linea
Giro della Valle d'Aosta
Ruota d'Oro
- 1971

17ª tappa Giro d'Italia (Tarvisio > Großglockner)

## Piazzamenti

### Grandi giri
- Giro d'Italia

1970: 22º
1971: 5º
1972: 49º
1973: 88º
- Tour de France

1969: 7º

### Classiche
- Milano-Sanremo

1973: 109º

### Competizioni mondiali
- Campionati del mondo

Zolder 1969 - In linea: ritirato
- Giochi olimpici

Città del Messico 1968 - In linea: vincitore
Città del Messico 1968 - Cronosquadre: 3º